# Saint-Félix-de-Pallières
Pour les articles homonymes, voir Pallières.
Saint-Félix-de-Pallières est une commune française située dans le centre du département du Gard en région Occitanie.
Exposée à un climat méditerranéen, elle est drainée par le ruisseau de Crieulon, le ruisseau de l'Ourne, le Conturby et par divers autres petits cours d'eau. La commune possède un patrimoine naturel remarquable composé d'une zone naturelle d'intérêt écologique, faunistique et floristique.
Saint-Félix-de-Pallières est une commune rurale qui compte 201 habitants en 2022, après avoir connu un pic de population de 525 habitants en 1861.  Elle fait partie de l'aire d'attraction d'Alès.
Les habitants en sont les Saint-Féliciens.

## Géographie

### Communes limitrophes
|          | Thoiras                  |                                     |
| Vabres   | Saint-Félix-de-Pallières | Tornac                              |
| Monoblet | Fressac                  | Durfort-et-Saint-Martin-de-Sossenac |

### Climat
Pour des articles plus généraux, voir Climat de l'Occitanie et Climat du Gard.
En 2010, le climat de la commune est de type climat méditerranéen franc, selon une étude s'appuyant sur une série de données couvrant la période 1971-2000. En 2020, Météo-France publie une typologie des climats de la France métropolitaine dans laquelle la commune est exposée à un climat méditerranéen et est dans la région climatique Provence, Languedoc-Roussillon, caractérisée par une pluviométrie faible en été, un très bon ensoleillement (2 600 h/an), un été chaud (21,5 °C), un air très sec en été, sec en toutes saisons, des vents forts (fréquence de 40 à 50 % de vents > 5 m/s) et peu de brouillards.
Pour la période 1971-2000, la température annuelle moyenne est de 13 °C, avec une amplitude thermique annuelle de 16,8 °C. Le cumul annuel moyen de précipitations est de 1 172 mm, avec 7,6 jours de précipitations en janvier et 3,8 jours en juillet. Pour la période 1991-2020, la température moyenne annuelle observée sur la station météorologique la plus proche, située sur la commune de Générargues à 8 km à vol d'oiseau, est de 14,2 °C et le cumul annuel moyen de précipitations est de 1 239,7 mm,. Pour l'avenir, les paramètres climatiques de la commune estimés pour 2050 selon différents scénarios d’émission de gaz à effet de serre sont consultables sur un site dédié publié par Météo-France en novembre 2022.

### Milieux naturels et biodiversité

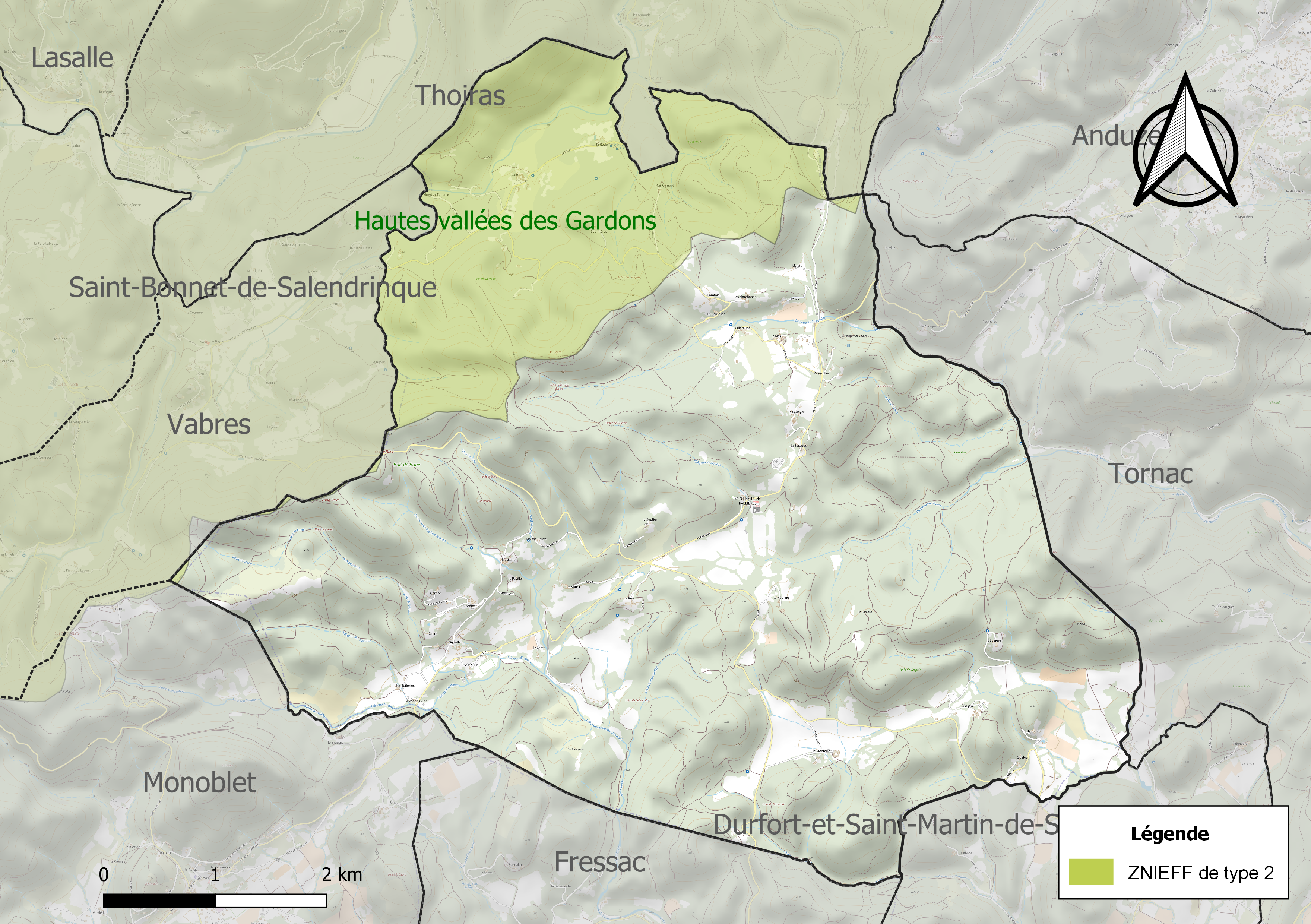
Carte de la ZNIEFF de type 2 localisée sur la commune.

L’inventaire des zones naturelles d'intérêt écologique, faunistique et floristique (ZNIEFF) a pour objectif de réaliser une couverture des zones les plus intéressantes sur le plan écologique, essentiellement dans la perspective d’améliorer la connaissance du patrimoine naturel national et de fournir aux différents décideurs un outil d’aide à la prise en compte de l’environnement dans l’aménagement du territoire.
Une ZNIEFF de type 2 est recensée sur la commune :
les « Hautes vallées des Gardons » (73 898 ha), couvrant 48 communes dont 27 dans le Gard et 21 dans la Lozère.

## Urbanisme

### Typologie
Au 1er janvier 2024, Saint-Félix-de-Pallières est catégorisée commune rurale à habitat très dispersé, selon la nouvelle grille communale de densité à sept niveaux définie par l'Insee en 2022.
Elle est située hors unité urbaine. Par ailleurs la commune fait partie de l'aire d'attraction d'Alès, dont elle est une commune de la couronne,. Cette aire, qui regroupe 64 communes, est catégorisée dans les aires de 50 000 à moins de 200 000 habitants,.

### Occupation des sols
L'occupation des sols de la commune, telle qu'elle ressort de la base de données européenne d’occupation biophysique des sols Corine Land Cover (CLC), est marquée par l'importance des forêts et milieux semi-naturels (81,7 % en 2018), en diminution par rapport à 1990 (82,9 %). La répartition détaillée en 2018 est la suivante : 
forêts (79 %), zones agricoles hétérogènes (12,2 %), prairies (6,1 %), milieux à végétation arbustive et/ou herbacée (2,7 %). L'évolution de l’occupation des sols de la commune et de ses infrastructures peut être observée sur les différentes représentations cartographiques du territoire : la carte de Cassini (XVIIIe siècle), la carte d'état-major (1820-1866) et les cartes ou photos aériennes de l'IGN pour la période actuelle (1950 à aujourd'hui).

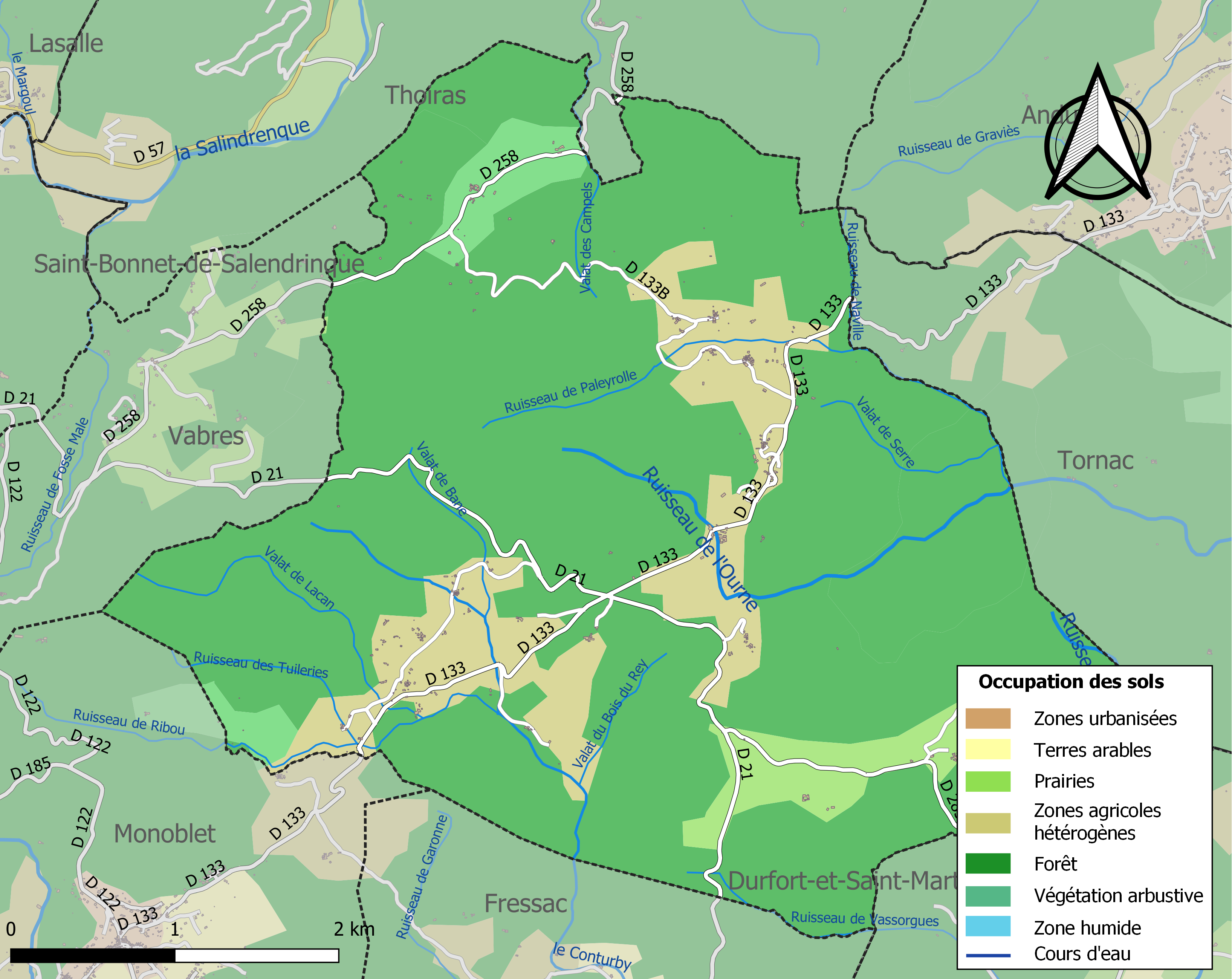
Carte des infrastructures et de l'occupation des sols de la commune en 2018 (CLC).

### Habitat et logement
En 2018, le nombre total de logements dans la commune était de 210, alors qu'il était de 186 en 2013 et de 180 en 2008.
Parmi ces logements, 61,2 % étaient des résidences principales, 30,3 % des résidences secondaires et 8,5 % des logements vacants. Ces logements étaient pour 89,4 % d'entre eux des maisons individuelles et pour 10,2 % des appartements.
Le tableau ci-dessous présente la typologie des logements à Saint-Félix-de-Pallières en 2018 en comparaison avec celle du Gard et de la France entière. Une caractéristique marquante du parc de logements est ainsi une proportion de résidences secondaires et logements occasionnels (30,3 %) très supérieure à celle du département (13,1 %) et à celle de la France entière (9,7 %). Concernant le statut d'occupation de ces logements, 75,7 % des habitants de la commune sont propriétaires de leur logement (73 % en 2013), contre 59,1 % pour le Gard et 57,5 % pour la France entière.
| Typologie                                               | Saint-Félix-de-Pallières | Gard | France entière |
| ------------------------------------------------------- | ------------------------ | ---- | -------------- |
| Résidences principales (en %)                           | 61,2                     | 78,5 | 82,1           |
| Résidences secondaires et logements occasionnels (en %) | 30,3                     | 13,1 | 9,7            |
| Logements vacants (en %)                                | 8,5                      | 8,4  | 8,2            |

### Risques majeurs
Le territoire de la commune de Saint-Félix-de-Pallières est vulnérable à différents aléas naturels : météorologiques (tempête, orage, neige, grand froid, canicule ou sécheresse), inondations, feux de forêts, mouvements de terrains et séisme (sismicité faible). Il est également exposé à un risque particulier : le risque de radon. Un site publié par le BRGM permet d'évaluer simplement et rapidement les risques d'un bien localisé soit par son adresse soit par le numéro de sa parcelle.

#### Risques naturels
Certaines parties du territoire communal sont susceptibles d’être affectées par le risque d’inondation par débordement de cours d'eau et par une crue torrentielle ou à montée rapide de cours d'eau, notamment le ruisseau de l'Ourne et le ruisseau de Crieulon. La commune a été reconnue en état de catastrophe naturelle au titre des dommages causés par les inondations et coulées de boue survenues en 1982, 1994, 1995, 1998 et 2002,.

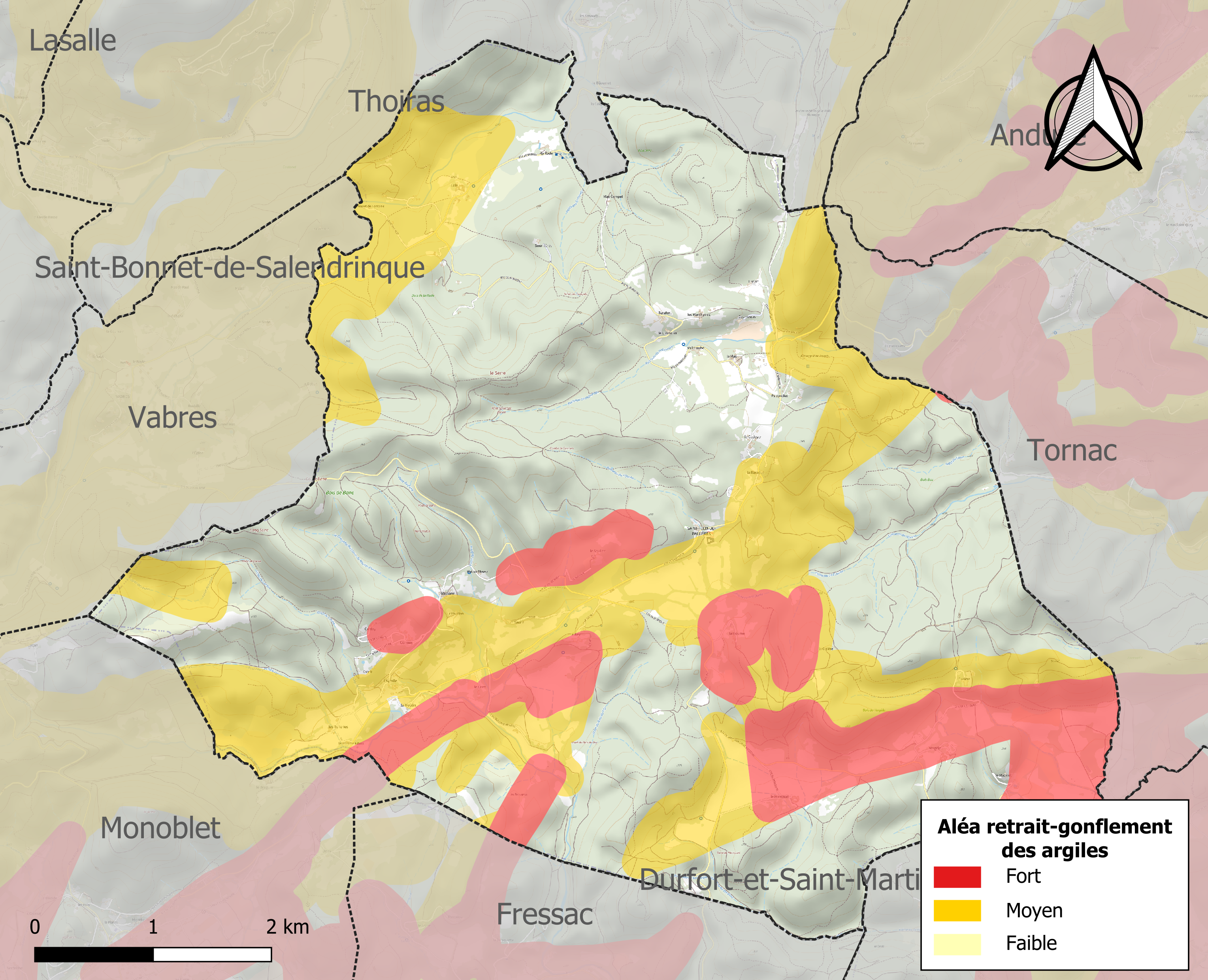
Carte des zones d'aléa retrait-gonflement des sols argileux de Saint-Félix-de-Pallières.

La commune est vulnérable au risque de mouvements de terrains constitué principalement du retrait-gonflement des sols argileux. Cet aléa est susceptible d'engendrer des dommages importants aux bâtiments en cas d’alternance de périodes de sécheresse et de pluie. 41,3 % de la superficie communale est en aléa moyen ou fort (67,5 % au niveau départemental et 48,5 % au niveau national). Sur les 191 bâtiments dénombrés sur la commune en 2019, 100 sont en aléa moyen ou fort, soit 52 %, à comparer aux 90 % au niveau départemental et 54 % au niveau national. Une cartographie de l'exposition du territoire national au retrait gonflement des sols argileux est disponible sur le site du BRGM,.
Par ailleurs, afin de mieux appréhender le risque d’affaissement de terrain, l'inventaire national des cavités souterraines permet de localiser celles situées sur la commune.

#### Risque particulier
Dans plusieurs parties du territoire national, le radon, accumulé dans certains logements ou autres locaux, peut constituer une source significative d’exposition de la population aux rayonnements ionisants. Certaines communes du département sont concernées par le risque radon à un niveau plus ou moins élevé. Selon la classification de 2018, la commune de Saint-Félix-de-Pallières est classée en zone 2, à savoir zone à potentiel radon faible mais sur lesquelles des facteurs géologiques particuliers peuvent faciliter le transfert du radon vers les bâtiments.

## Toponymie
Au cours de la Révolution française, la commune porte provisoirement le nom de Mont-Félix-de-Pallières.

## Politique et administration

### Rattachements administratifs et électoraux

#### Rattachements administratifs
La commune se trouve dans l'arrondissement du Vigan du département du Gard.
Elle faisait partie depuis 1801 du canton de Lasalle. Dans le cadre du redécoupage cantonal de 2014 en France, cette circonscription administrative territoriale a disparu, et le canton n'est plus qu'une circonscription électorale.

#### Rattachements électoraux
Pour les élections départementales, la commune fait partie depuis 2014 du canton de Quissac
Pour l'élection des députés, elle fait partie de la cinquième circonscription du Gard.

### Intercommunalité
Saint-Félix-de-Pallières était membre de la communauté de communes Cévennes-Garrigues, un établissement public de coopération intercommunale (EPCI) à fiscalité propre créé en 2003 et auquel la commune avait transféré un certain nombre de ses compétences, dans les conditions déterminées par le code général des collectivités territoriales.
Conformément aux prescriptions de la loi de réforme des collectivités territoriales du 16 décembre 2010, qui a prévu le renforcement et la simplification des intercommunalités et la constitution de structures intercommunales de grande taille, cette intercommunalité a fusionné avec ses voisines pour former, le 1er janvier 2013, la communauté de communes du Piémont Cévenol, dont est désormais membre la commune.

### Liste des maires
| Période                                  | Période                       | Identité           | Étiquette | Qualité                                                                                |
| ---------------------------------------- | ----------------------------- | ------------------ | --------- | -------------------------------------------------------------------------------------- |
| Les données manquantes sont à compléter. |                               |                    |           |                                                                                        |
| mars 2001                                |                               | Charles Desmeures  | DVG       |                                                                                        |
| 2008                                     | 2014                          | Gérard Rossignol   |           |                                                                                        |
| 2014                                     | 2020                          | Jean-Louis Flattet | SE        | Retraité                                                                               |
| mai 2020                                 | août 2022                     | Michel Sala        | LFI       | Député du Gard (5e circ.) (2022 → 2024) Démissionnaire après son élection comme député |
| novembre 2022                            | novembre 2024                 | Bruno Weitz        |           |                                                                                        |
| décembre 2024                            | En cours (au 3 décembre 2024) | Michel Sala        | LFI       |                                                                                        |

## Démographie
L'évolution du nombre d'habitants est connue à travers les recensements de la population effectués dans la commune depuis 1793. Pour les communes de moins de 10 000 habitants, une enquête de recensement portant sur toute la population est réalisée tous les cinq ans, les populations de référence des années intermédiaires étant quant à elles estimées par interpolation ou extrapolation. Pour la commune, le premier recensement exhaustif entrant dans le cadre du nouveau dispositif a été réalisé en 2005.

En 2022, la commune comptait 201 habitants, en évolution de −19,28 % par rapport à 2016 (Gard : +2,97 %, France hors Mayotte : +2,11 %).
| 1793 | 1800 | 1806 | 1821 | 1831 | 1836 | 1841 | 1846 | 1851 |
| ---- | ---- | ---- | ---- | ---- | ---- | ---- | ---- | ---- |
| 420  | 380  | 388  | 392  | 437  | 461  | 404  | 461  | 466  |

| 1856 | 1861 | 1866 | 1872 | 1876 | 1881 | 1886 | 1891 | 1896 |
| ---- | ---- | ---- | ---- | ---- | ---- | ---- | ---- | ---- |
| 492  | 525  | 459  | 398  | 361  | 340  | 331  | 328  | 313  |

| 1901 | 1906 | 1911 | 1921 | 1926 | 1931 | 1936 | 1946 | 1954 |
| ---- | ---- | ---- | ---- | ---- | ---- | ---- | ---- | ---- |
| 350  | 365  | 308  | 361  | 306  | 297  | 233  | 246  | 216  |

| 1962 | 1968 | 1975 | 1982 | 1990 | 1999 | 2005 | 2006 | 2010 |
| ---- | ---- | ---- | ---- | ---- | ---- | ---- | ---- | ---- |
| 218  | 201  | 148  | 151  | 167  | 203  | 235  | 238  | 220  |

| 2015 | 2020 | 2022 | - | - | - | - | - | - |
| ---- | ---- | ---- | - | - | - | - | - | - |
| 247  | 214  | 201  | - | - | - | - | - | - |

## Économie

### Revenus
En 2018  (données Insee publiées en septembre 2021), la commune compte 109 ménages fiscaux, regroupant 226 personnes. La médiane du revenu disponible par unité de consommation est de 20 590 € (20 020 € dans le département).

### Emploi
|                | 2008   | 2013   | 2018   |
| -------------- | ------ | ------ | ------ |
| Commune        | 15,9 % | 18,9 % | 12,5 % |
| Département    | 10,6 % | 12 %   | 12 %   |
| France entière | 8,3 %  | 10 %   | 10 %   |

En 2018, la population âgée de 15 à 64 ans s'élève à 125 personnes, parmi lesquelles on compte 68,8 % d'actifs (56,3 % ayant un emploi et 12,5 % de chômeurs) et 31,3 % d'inactifs,. Depuis 2008, le taux de chômage communal (au sens du recensement) des 15-64 ans est supérieur à celui de la France et du département.
La commune fait partie de la couronne de l'aire d'attraction d'Alès, du fait qu'au moins 15 % des actifs travaillent dans le pôle,. Elle compte 27 emplois en 2018, contre 28 en 2013 et 34 en 2008. Le nombre d'actifs ayant un emploi résidant dans la commune est de 75, soit un indicateur de concentration d'emploi de 35,4 % et un taux d'activité parmi les 15 ans ou plus de 41,8 %.
Sur ces 75 actifs de 15 ans ou plus ayant un emploi, 17 travaillent dans la commune, soit 22 % des habitants. Pour se rendre au travail, 83,6 % des habitants utilisent un véhicule personnel ou de fonction à quatre roues, 4,5 % les transports en commun, 4,5 % s'y rendent en deux-roues, à vélo ou à pied et 7,5 % n'ont pas besoin de transport (travail au domicile).

### Activités hors agriculture
21 établissements sont implantés  à Saint-Félix-de-Pallières au 31 décembre 2019. Le tableau ci-dessous en détaille le nombre par secteur d'activité et compare les ratios avec ceux du département,.
Le secteur du commerce de gros et de détail, des transports, de l'hébergement et de la restauration est prépondérant sur la commune puisqu'il représente 33,3 % du nombre total d'établissements de la commune (7 sur les 21 entreprises implantées  à Saint-Félix-de-Pallières), contre 30 % au niveau départemental.

### Agriculture
|               | 1988 | 2000 | 2010 | 2020 |
| ------------- | ---- | ---- | ---- | ---- |
| Exploitations | 13   | 6    | 6    | 4    |
| SAU (ha)      | 154  | 27   | 59   | 190  |

La commune est dans les Cévennes, une petite région agricole occupant l'ouest du département du Gard. En 2020, l'orientation technico-économique de l'agriculture  sur la commune est l'élevage de bovins, pour la viande. Quatre exploitations agricoles ayant leur siège dans la commune sont dénombrées lors du recensement agricole de 2020 (13 en 1988). La superficie agricole utilisée est de 190 ha,,.
Activité minière historique
Modifier
Une mine importante, dite la mine de la Croix de Pallières s'étend sur les communes de Thoiras, Saint-Félix-de-Pallières et Tornac. Il s’agit d’un gisement de minerai sulfuré de zinc et de plomb argentifère, la blende étant largement majoritaire. Ce gisement est connu depuis l’époque romaine. Les périodes d’exploitation ont lieu essentiellement entre 1844 et 1888, entre 1911 et 1931 et enfin de 1948 à 1971. D’après l’inventaire général du patrimoine Mérimée, il subsiste sur le territoire de la commune de Thoiras les installations de surface suivantes :
une usine d’acide sulfurique (vitriol) au lieu dit la Fabrique construite en 1812 et arrêtée en 1856,
une usine de préparation du minerai construite vers 1860 au lieu dit la Croix de Pallières, puis une usine de traitement du minerai (broyage et concentration) installée en 1926 au même endroit[54].
En mai 2015, des associations écologistes et représentantes des habitants ont dénoncé publiquement la pollution rémanente de ce site, dont le sol présenterait des teneurs en mercure, antimoine, arsenic et plomb extrêmement élevées, jusqu'à 400 000 mg/kg de terre au lieu de 50 mg normalement. Les eaux de ruissellement dirigent toutefois cette pollution essentiellement vers Saint-Félix-de-Pallières et les communes situées en aval : Saint-Sébastien-d'Aigrefeuille, Générargues, Tornac, Anduze, Monoblet et Durfort. Les poussières peuvent en revanche atteindre Thoiras, mais le site est surtout dangereux pour ceux qui le visitent ou s'y attardent sans connaître le risque[55],[56].

## Culture locale et patrimoine

### Lieux et monuments
- L'église Saint-Félix de Saint-Félix-de-Pallières. L'édifice a été classé au titre des monuments historiques en 1967[27].
- Temple protestant de Saint-Félix-de-Pallières.

### Héraldique
| Blason de Saint-Félix-de-Pallières | Blason  | D'azur au lévrier rampant d'argent, colleté de gueules et bouclé d'or. |
| Blason de Saint-Félix-de-Pallières | Détails | Le statut officiel du blason reste à déterminer.                       |